# Maria Stuart (1927)
Maria Stuart ist ein zweiteiliger, deutscher Historien-Stummfilm aus dem Jahr 1927 von Friedrich Fehér mit Magda Sonja in der Titelrolle.

## Handlung
Der Film betrachtet vor allem die menschliche Seite des tragischen Lebens der schottischen Königin. Als Katholikin um innerstaatlichen und innerreligiösen Ausgleich bemüht, will sie mit einem Vertragswerk die protestantischen Stände ruhig stellen und heiratet aus diesem Grunde überdies ihren Geliebten, einen Protestanten. Doch bald ist sie von ihrem Gatten derart angewidert, dass sie ihn schließlich ermorden lässt.
Ein plötzlich auftauchender, von ihr bereits als Kind unterzeichneter Geheimvertrag, der dem ersten Vertragswerk widerspricht, führt dazu, dass Maria Stuart aus ihrer Heimat nach England fliehen muss, wo sie sich in die Obhut Königin Elisabeth I. begibt. Als ein Page einen Anschlag auf die englische Monarchin verübt, wird hinter diesem Attentat Maria Stuart vermutet, die daraufhin festgesetzt und zum Tode verurteilt wird.

## Produktionsnotizen
„Maria Stuart“ wurde von August bis November 1927 in Staaken gedreht. Der erste Teil des Films passierte die Filmzensur am 7. Dezember 1927, der zweite Teil  am 9. Dezember 1927. Beide Teile wurden am 30. Dezember im Berliner Tauentzienpalast uraufgeführt. In Österreich lief der Streifen unter dem Titel „Die Königin von Schottland“ Anfang des Jahres 1928 an.
Die künstlerische Oberleitung hatte der berühmte Theaterregisseur Leopold Jessner. Die Bauten entwarf Robert A. Dietrich, Fritz Brunn war Aufnahmeleiter.

## Aufführung
Einem Inserat der Ar-Ni-Lichtspiele Dippoldiswalde in der Weißeritz-Zeitung, Tageszeitung und Anzeiger für Dippoldiswalde, Schmiedeberg u. U. Nr. 290 vom 14. Dezember 1929 auf S. 4 zufolge wurde dort “heute, Sonnabend und Sonntag: Maria Stuart” gegeben, “mit allererster Besetzung. Hierzu ein reiches Beiprogramm.” Das Kino bot 500 Plätze und war nach eigener Darstellung das „vornehmste und größte Theater am Platze und Umgebung“.

## Kritiken
„Die Geschichte der Maria Stuart konnte man leider nur aus zahllosen Titeln auf der Leinwand ablesen, denn von Magda Sonja, die die schottische Königin spielte, hat man nur den Eindruck gewonnen, daß Maria Stuart eine sehr schöne Modekönigin aus dem Berliner Westen gewesen sein muß. Also völlige Fehlbesetzung und daher auch verdienter Mißerfolg.“

In der Österreichischen Film-Zeitung ist in der Ausgabe vom 14. Januar 1928 zu lesen: „In diesem Film leuchten unzweifelhaft Szenen und Augenblicke von großer künstlerischer Kraft und Originalität auf. (…) Magda Sonja als Maria Stuart ist die einzige Frau, die mitwirkt. Um so mehr Verantwortung trägt sie. Sie ist eine reife Künstlerin mit großen Ausdrucksmöglichkeiten. Die Aufgabe, Sirene zu sein, mildert sie durch leichtere, geschmackvolle Pariser Koketterie. Man bedauert, daß Kortners Rolle nicht größer ist und kann nicht mehr sagen, als daß einige Meter mit ihm stärkste Eindrücke bringen. (…) Technisch ist der Film ausgezeichnet.“